# Sorok pervyy
Sorok pervyy é um filme de drama soviético de 1927 dirigido por Yakov Protazanov.

## Enredo
A ação se passa durante a Guerra Civil na região do Mar Cáspio. O filme é sobre uma atiradora do Exército Vermelho que se apaixonou por um oficial da Guarda Branca.

## Elenco
- Ivan Koval-Samborsky
- Ivan Shtraukh
- Ada Voytsik